# Bahnhof Milano Porta Nuova (1850)
Die 1850 eröffnete Stazione di Milano Porta Nuova oder kurz Milano Porta Nuova in Mailand war der zweite Bahnhof mit diesem Namen, der den zu klein gewordenen Bahnhof Milano Porta Nuova von 1840 ablöste.  

## Geschichte
Die zweite Bahnstrecke auf dem Boden des heutigen Italien führte von Mailand ins 15 km entfernte Monza. Sie ist heute Teil der Bahnstrecke Mailand–Chiasso. Ihr 1840 eröffneter Endbahnhof in Mailand wurde aufgrund hohen Verkehrsaufkommens schnell zu klein, weshalb ein neuer Bahnhof gebaut wurde, dessen Empfangsgebäude etwa 120 m weiter nordwestlich des alten an der Via Melchiorre Gioia lag. Der Bahnhof wurde am 24. Juni 1850 eröffnet und nahm den Verkehr der Ende 1849 bis Albate-Camerlata zwei Kilometer südlich von Como verlängerten Strecke auf.
Ab dem Oktober 1858 erreichten auch die Züge aus Magenta den Bahnhof. Diese Strecke war der westlichste Teil der Verbindung nach Turin, die im Juni 1859 durchgehend in Betrieb ging, nachdem die Brücke über den Ticino fertiggestellt war. Die aus dem Westen vom Bahnhof Milano Certosa herkommende Strecke folgte dem heutigen Verlauf und bog mit einer engen Rechtskurve in den Bahnhof ein. Sie hatte während den Zweiten Unabhängigkeitskrieges eine wichtige Funktion, indem sie die schnelle Verschiebung von Truppenteilen ermöglichte. Dazu wurde im Juli 1859 in wenigen Tagen eine provisorische Verbindungsstrecke zwischen den Bahnhöfen Milano Porta Nuova und Milano Porta Vittoria – damals noch Milano Porta Tosa genannt, verlegt, sodass die Militärzüge von Turin direkt in Richtung Venedig verkehren konnten.
Mit der Inbetriebnahme des ersten Mailänder Zentralbahnhofs am 11. Februar 1864 wurde der Personenverkehr der Bahnhöfe von Porta Nova und Porta Vittoria dorthin verlegt. Die noch keine zwanzig Jahre alte Stazione di Milano Porta Nuova wurde noch bis am 1. Januar 1873 als Güterbahnhof genutzt, wurde dann aber in dieser Funktion von einem neuen Güterbahnhof mit dem Namen Milano Porta Nuova übernommen, der auf dem Gelände des heutigen Bahnhofs Milano Porta Garibaldi lag und alsbald auch diesen Namen annahm.

## Empfangsgebäude
Das im klassizistischen Stil gebaute Gebäude des Bahnhofs von 1860 wurde für die Büros des Eisenbahnzollamts genutzt und ging später an die Guardia di Finanza über und beherbergt heute das Kommando der Region Lombardei. Es wurde nach den 1960er Jahren um ein Stockwerk erhöht. Es befindet sich an der Via Melchiorre Gioia 5 und ist Teil der Caserma Cinque Giornate.